# بوگو ا موتسانو
Borgo a Mozzano is a town and کومونه in the استان لوکا، in northern توسکانی (ایتالیا), located on the Serchio River.
بوگو ا موتسانو (به ایتالیایی: Borgo a Mozzano) یک کومونه در ایتالیا است که در استان لوکا واقع شده‌است.

## خصوصیات
بوگو ا موتسانو ۷۲ کیلومترمربع مساحت و ۷٬۳۵۴ نفر جمعیت دارد و ۹۷ متر بالاتر از سطح دریا واقع شده‌است.

## خواهرخوانده
شهرهای مارتری، السوند و Treviolo خواهرخوانده‌های بوگو ا موتسانو هستند.